# 프랭스 오니앙게
프랭스 알방 오니앙게(프랑스어: Prince Alban Oniangué, 1988년 11월 4일 ~ )는 과거 미드필더로 뛰었던 콩고 공화국의 전 프로 축구 선수이다. 프랑스에서 태어난 그는 콩고 공화국 국가대표팀에서 뛰었다.

## 구단 경력
파리에서 태어난 오니앙게는 2005년 렌의 유소년팀에 캉에서 입단하여 2008년에 성인 무대 데뷔전을 치렀다. 2009년 7월 31일, 렌은 2009-10 시즌에 리그 2의 앙제로 임대 이적한다고 발표했다. 그는 임대 기간 동안 31경기에 출전했다.
그는 렌을 떠나 2010년 8월 6일 리그 2 클럽 투르에 입단하여 3년 계약을 맺었다. 2013년 6월 4일, 오니앙게는 리그 1의 랭스에 3년 계약으로 입단하기로 합의했다. 2014년 12월, 그는 2019년까지 클럽에서 계약을 연장했다.
2016년 8월 15일, 오니앙게는 EFL 챔피언십의 울버햄프턴 원더러스와 비공개 이적료로 4년 계약을 체결했다.  2016년 8월 20일, 그는 3-1로 이긴 버밍엄 시티와의 경기에서 교체 출전하며 데뷔 전을 치렀다. 그는 2016년 9월 10일, 1-1로 비긴 버턴 앨비언과의 경기에서 첫 골을 넣었다.
2017년 1월 16일, 울브스의 폴 램버트 감독과 불화한 후, 오니앙게는 2016-17 시즌 잔여 기간 동안 리그 1의 바스티아에 입단하였다.
2018년 1월, 그는 2017-18 시즌 후반기를 위해 앙제에 합류했다. 2018년 7월 12일, 오니앙게는 영구 계약으로 리그 1의 캉으로 이적했다. 2022년 6월, 그는 계약 만료와 함께 클럽에서 방출되었다.

## 국가대표팀 경력
2008년 10월 11일, 오니앙게는 수단과의 2010년 FIFA 월드컵 예선 경기에서 콩고 공화국 축구 국가대표팀 데뷔 전을 치렀다.
2015년 1월 21일, 오니앙게는 가봉과의 2015년 아프리카 네이션스컵 조별 리그 경기에서 유일한 골을 넣으며 콩고 공화국에게 1974년 이래 첫 아프리카 네이션스컵 우승을 안겼다.